# 仉桂美
仉桂美（1955年3月15日—），出生於高雄市，臺灣政治學與行政學學者，曾任監察院第五屆監察委員。

## 經歷
仉桂美自高雄女中畢業後，準備入大學就讀時，有關政治、法律科系為其入學首選。1980年畢業於中國文化大學政治學系，1984年畢業於國立臺灣大學政治學研究所，碩士論文以《監察院在憲政體系中的防腐功能》為題。1994年於國立政治大學政治研究所獲得博士學位，論文亦持續著眼於府際間之行政監督，題為《我國各級政府間行政監督之研究》，該文分別從組織、人事、財政等層面論述探討。
仉桂美博士畢業後進入中國文化大學政治學系所擔任專任副教授，其後曾代表新黨於1995年、1996年連續兩年參選台南縣的立委及國大代表。1995年首度參選台南縣立委，當時拿下2萬3000多票，1996年參選同區域國大代表，增加到2萬7000多票。
1996年底成為公務人員保障暨培訓委員會第一屆專任委員，1999年續任第二屆專任委員。
2002年回學校任教，於開南管理學院公共事務管理學系擔任副教授，同時兼任開南管理學院圖書館館長（2002-2003年）、開南管理學院學務長（2003-2005年）、以及開南大學人事室主任（2006-2008年、2010-2014年）、開南通識教育中心主任（2008-2010年）。
曾任政府性平資料庫之專家學者、考試院文官制度季刊之編輯委員、考試院國考典試委員、公務人員保障暨培訓委員會兼任委員（2005-2008年）、國家考試高普特考典試委員（2006-2014年）、考試院訴願審議委員會委員（2008-2014年）、監察院訴願審議委員會委員（2008-2014年）、台北縣政府縣政顧問（2010年）、行政院內政部政黨審議委員會委員（2010-2014年）、行政院人事行政總處法規委員會委員（2012-2014年）、行政院公民投票審議委員會委員（2012-2013年）、中央選舉委員會委員（2013-2014年）。
2014年獲提名監察委員，她認為監察與行政權間不一定完全對立；做好監察權，政府仍大有可為。同年7月獲得立法院投票通過，當選監察院第五屆監察委員，直至2020年卸任。
2024年，仉桂美入列新黨不分區立法委員名單第二名，成為立委候選人。

## 選舉紀錄
| 年度 | 選舉屆數               | 選舉區                                 | 所屬政黨 | 得票數 | 得票率 | 當選標記 | 備註 |
| ---- | ---------------------- | -------------------------------------- | -------- | ------ | ------ | -------- | ---- |
| 1995 | 第三屆立法委員選舉     | 臺南縣立法委員選舉區                   | 新黨     | 23,395 | 4.72%  |          |      |
| 1996 | 第三屆國民大會代表選舉 | 臺南縣第二選舉區                       | 新黨     | 27,503 | 10.23% |          |      |
| 2001 | 第五屆立法委員選舉     | 臺北縣第二選舉區                       | 新黨     | 7,584  | 1.26%  |          |      |
| 2024 | 第十一屆立法委員選舉   | 全國不分區及僑居國外國民立法委員選舉區 | 新黨     | 40,288 | 0.29%  |          |      |

## 學術領域
其研究領域涉略廣泛，包含行政法、地方政府與自治、府際關係、行政學、組織理論與行為、人力資源管理、人事行政、考銓制度，以及憲法。

## 著作
1. 《監察院在憲政體系中的防腐功能》，民國77年。
2. 《我國各級政府間行政監督之研究》，民國83年。
3. 與薄慶玖教授合著的《婦女、選舉與政府體制》，民國85。
4. 「精省後縣市政府組織功能之研究」，收錄於翁興利主編的《地方政府與政治—精省後之財政自主與地方分權》，民國88年。
5. 《地方政府與文官體系》，民國94年。
6. 「由區域發展與國土資源之有效使用論我國地方政府之區劃與層級」一文，收錄於《地方自治論述專輯—第三輯》，民國96年。
7. 「全球化發展趨勢下國家考試因應對策」，國家菁英季刊，卷7，期1（民國100年3月）。
8. 「直轄市都會區之跨域治理」，收錄於「憲政法治之理論與實踐」朱武獻教授六秩晉五祝壽論文集（台北：一品文化出版社，民國104年12月）。
9. 「行政中立與公務員懲戒」，刊於《公務員懲戒制度相關論文彙編—第六輯》（台北：司法院印行，民國105年12月）。
10. 「行政中立在文官體系中之意義」，國家文官學院T&D飛訊，233期（08/2017），頁1-14。

## 外部連結
- 監察院全球資訊網